# Johann Tobias Lowitz

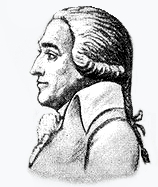
J. T. Lowitz

Johann Tobias Lowitz (russisch Товий Егорович Ловиц; * 25. April 1757 in Göttingen; † 7. Dezember 1804 in Sankt Petersburg) war ein deutsch-russischer Chemiker und Pharmazeut. Er war Sohn des Astronomen und Geographen Georg Moritz Lowitz.

## Leben
1767 ging Lowitz mit seinem Vater nach St. Petersburg. Er begleitete ihn auf einer Expedition in das Gebiet des Kaspischen Meeres, bei der sein Vater verstarb. Als Waise besuchte er von 1774 bis 1776 das Petersburger Akademiegymnasium. Anschließend war er in einer Petersburger Hofapotheke tätig. 1779 schloss Lowitz seine Lehre ab und studierte von 1780 bis 1783 in seiner Geburtsstadt Göttingen Pharmazie und Chemie. 1784 kehrte er nach Petersburg zurück, wo er erneut in die Hofapotheke eintrat. 1787 wurde er zum kaiserlichen Hofapotheker ernannt und übernahm den nach dem Tod von Michail Lomonossow vakanten Lehrstuhl für Chemie an der Kaiserlichen Akademie der Wissenschaften in St. Petersburg.

## Werk
Lowitz wurde 1793 ordentlicher Professor für Chemie an der Petersburger Akademie der Wissenschaften, deren Mitglied er wurde. Er war ein Anhänger der Phlogistontheorie. Er beschrieb 1790 als erster den sogenannten Lowitz-Halo. 1791 wurde er zum korrespondierenden Mitglied der Göttinger Akademie der Wissenschaften gewählt. Im Jahr 1792 wurde er zum Mitglied der Leopoldina gewählt.